# Höör
Höör er et byområde med 14.004(2023) indbyggere for Ringsøerne midt i Skåne og hovedby i Höörs kommun, Skåne län, Sverige.

## Historie
På grund af byens centrale beliggenhed var Höör allerede i middelalderen en betydningsfuld handelsplads. I 1858 kom jernbanen til egnen, og Höör blev til et betydende jernbaneknudepunkt. Stationsbygningen i Höör var på et tidspunkt Skånes største.

## Kultur
Höör er et centrum for musik. I byen findes både en sommeropera, en musikskole, en jazzklub og Kulturhuset Anders. Få kilometer syd for byen ligger Bosø Kloster fra Skånes danske tid.